# Liste der größten Fluggesellschaften Afrikas
Die ist die  Liste der größten Fluggesellschaften Afrikas, d. h. der, nach verschiedenen Kriterien, größten Fluggesellschaften Afrikas.

## Passagierfluggesellschaften 2017

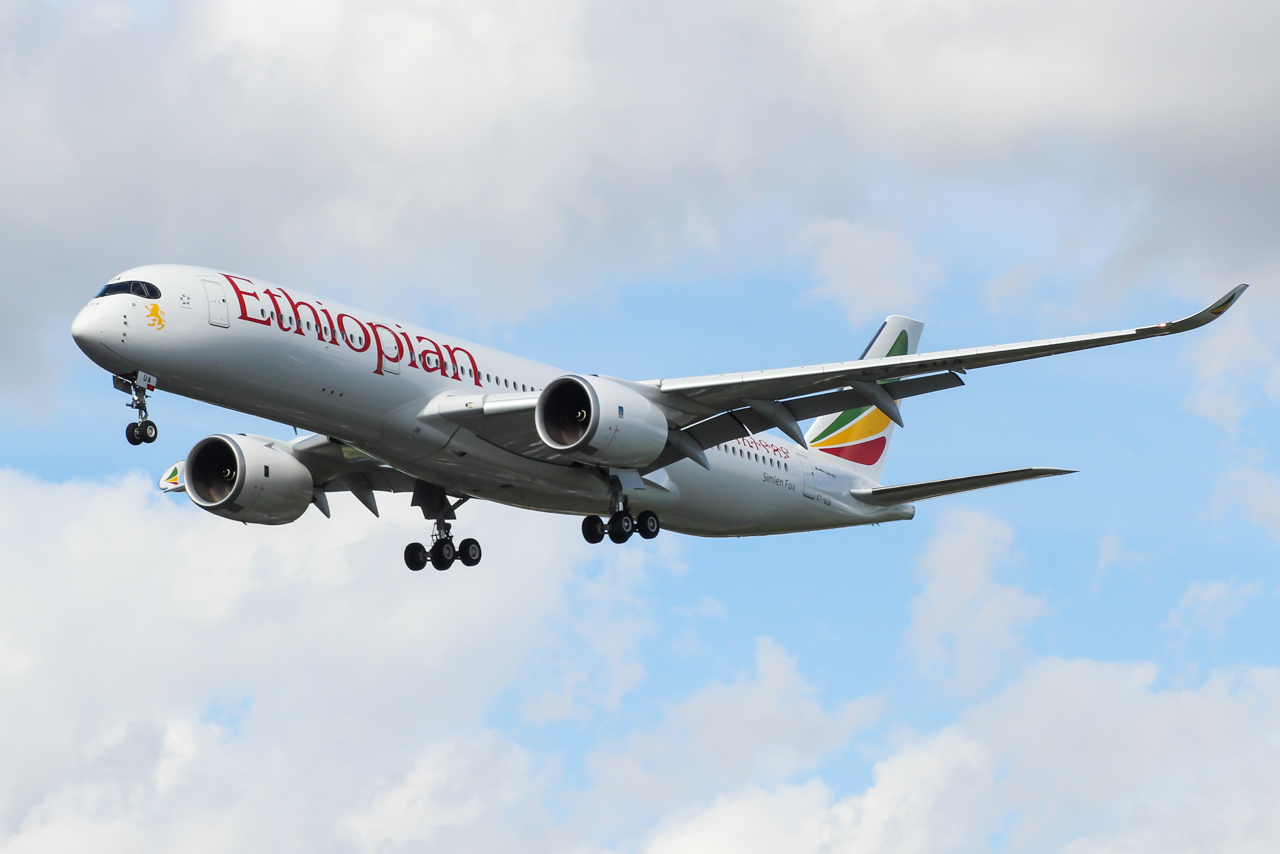
Ethiopian Airlines

| Fluggesellschaft      | Passagiere (in Millionen) | Ref.  | Passagierkilometer (in Millionen) | Ref.  | Flottengröße | Ref.  | Mitarbeiter | Ref.  |
| --------------------- | ------------------------- | ----- | --------------------------------- | ----- | ------------ | ----- | ----------- | ----- |
| Ethiopian Airlines    | 11,0                      | [ 1 ] | 34,927                            | [ 2 ] | 108          | [ 2 ] | 13.484      | [ 2 ] |
| Egypt Air             | 8,1                       | [ 1 ] | 18,269                            | [ 2 ] | 50           | [ 2 ] | 9.000       | [ 2 ] |
| Royal Air Maroc       | 7,5                       | [ 1 ] | 16,565                            | [ 2 ] | 54           | [ 2 ] | 3.091       | [ 2 ] |
| Air Algerie           | 7,2                       | [ 1 ] |                                   |       | 58           |       |             |       |
| South African Airways | 6,8                       | [ 1 ] | 19,837                            | [ 2 ] | 64           | [ 2 ] | 10.071      | [ 2 ] |
| Comair                | 5,9                       | [ 1 ] |                                   |       | 26           |       |             |       |
| Kenya Airways         | 4,6                       | [ 1 ] | 9,197                             | [ 2 ] | 39           | [ 2 ] | 3.582       | [ 2 ] |
| Tunisair              | 3,3                       | [ 1 ] |                                   |       | 29           |       |             |       |
| Mango 1               | 2,9                       | [ 1 ] |                                   |       | 11           |       |             |       |
| Arik Air              | 2,6                       | [ 1 ] |                                   |       | 23           |       |             |       |

Anmerkung

## Frachtfluggesellschaften 2016/17
| Fluggesellschaft         | Fracht (in Tausend Tonnen) | Ref.        | Flottengröße | Ref.  |
| ------------------------ | -------------------------- | ----------- | ------------ | ----- |
| Ethiopian Airlines Cargo | 350                        | [ 3 ] [ 4 ] | 8            | [ 5 ] |
| SAA Cargo                | 111                        | [ 3 ] [ 6 ] | 2            | [ 6 ] |